# Armand Fouillen
Armand Fouillen (* 17. Januar 1933 in Lorient; † 17. Juni 2024 in Telgruc-sur-Mer) war ein französischer Fußballspieler und -trainer.

## Spielerkarriere
Fouillen begann das Fußballspielen in seiner Jugend in seiner Heimatstadt Lorient, wo er aber nicht beim großen Klub FC Lorient, sondern einem kleinen Verein namens CEP spielte. Von dort aus wechselte er 1955 zur AS Saint-Étienne, bei der er ein Jahr später mit 23 Jahren in die Erstligamannschaft aufgenommen wurde. Wettbewerbsübergreifend lief der Spieler zwölfmal für das Team auf, mit dem er 1957 am Ende seines ersten Profijahres mit der französischen Meisterschaft einen bedeutenden Titel feiern konnte. Auch wenn er auf dem Weg dahin vier Tore beigesteuert hatte, wurde sein Vertrag am Saisonende nicht verlängert.
Dank seiner Unterschrift beim FC Valenciennes verblieb er in der höchsten Spielklasse des Landes und bildete mit Bernard Chiarelli und Petrus van Rhijn die Offensive. Zwar kam er an der Seite des Torjägers Van Rhijn nicht über fünf Treffer hinaus, doch wurde er regelmäßig eingesetzt. 1958 wechselte er zum Ligakonkurrenten FC Toulouse; in Toulouse war Fouillen hinter Ernest Schultz zumeist als Joker vorgesehen und kehrte dem Verein ebenfalls nach einem Jahr den Rücken.
Die Unterschrift bei Red Star Paris zu Beginn der Saison 1959/60 leitete die erste Zweitligasaison in der Laufbahn des Spielers ein. An der Seite von Gérard Bourbotte überbot er seine Leistungen aus den Vorjahren bei Weitem, als ihm 22 Toren in 24 Partien gelangen. Dennoch erreichte er damit nicht den Titel des Torschützenkönigs, da Claude Corbel 29 Treffer erzielte, auch wenn der dafür 35 Spiele benötigte. Dazu verspielte er mit der Mannschaft bei einem 1:5 gegen den FC Nantes den Aufstieg; das Spiel stand im Mittelpunkt eines Manipulationsskandals, der von Nantes’ Torwart Lehel Somlay bekannt gemacht worden war und eine Manipulation zugunsten von Nantes zur Folge gehabt hätte.
Trotz des letztlich sportlichen Scheiterns kehrte Fouillen in die erste Liga zurück, da er 1960 vom Stade Rennes unter Vertrag genommen wurde. In Rennes konnte er sich nicht etablieren und ließ seinen 22 Toren des Vorjahres lediglich zwei folgen. So kam es, dass er 1961 auch die fünfte Station seiner Karriere nach einem Jahr verließ und zurück in die zweite Liga zur AS Cherbourg wechselte. Obwohl er unter mehreren Verletzungen litt, blieb er dem Verein drei Jahre lang treu und half mit sechs sowie zweimal sechzehn Toren bei der Sicherung des Klassenerhalts. Mit 31 Jahren entschied er sich 1964 nach 75 Erstligapartien mit 14 Toren und 99 Zweitligapartien mit 60 Toren für eine Beendigung seiner aktiven Laufbahn.

## Trainerkarriere
Unmittelbar im Anschluss an sein Karriereende wurde Fouillen 1964 beim unterklassigen Klub Stade Brest als Co-Trainer engagiert. Als solcher hatte er am Aufstieg in die zweite Liga im Jahr 1970 teil. 1973 wurde der damals 40-Jährige zum Cheftrainer befördert und hielt den Verein in seiner Funktion in der zweiten Spielklasse. Nach seinem Abgang vom Trainerstuhl im Jahr 1976 kehrte er auf diesen zurück, nachdem der Verein 1991 bedingt durch seine Insolvenz neu gegründet worden war. 1993 zog sich Fouillon mit 60 Jahren aus dem Profifußball zurück.